# Синагога Тюбингена
Синагога в Тюбингене (нем. Synagoge Tübingen) — синагога, располагавшаяся по адресу улица Гартенштрассе, дом 33 на холме Эстерберг в городе Тюбинген; здание, ставшее преемником средневековой синагоги города, было открыто 8 декабря 1882 года и разрушено во время Хрустальной ночи — в ночь с 9 на 10 ноября 1938.

## История и описание
Синагога Тюбингена имела длину в 14,07 метра при ширине в 8,85 метра; она была построена частично из тех материалов, что остались от предыдущего средневекового здания в районе Ванкхайм. Здание, ось которого была ориентирована с востока на запад, включало в себя как элементы классицизма, так и мавританского стиля; кроме того в нём можно было увидеть ренессансные и романские элементы. Внутри располагалась женская галерея; потолок молитвенного зала был украшен синими звёздами на белом фоне. Фасад синагоги первоначально был украшен богатым орнаментом — о чём свидетельствует фотография, сделанная около 1885 года. Однако, в какой то момент внешний вид храма претерпел изменения: на изображении 1930-х годов дом просто оштукатурен.
Первая средневековая синагога города, наряду с другими еврейскими учреждениями, находилась, вероятно, на Юденгассе. Первое упоминание о евреях в Тюбингене относится к 1335 году. По состоянию на начало XXI века не было свидетельств о преследовании евреев Тюбингена во время эпидемии чумы в 1348—1349 годах, однако в 1477 году — после основания местного университета — всем евреям было предписано покинуть город. После этого разрешение проживать в Тюбингене евреи получили только в 1848 году.
Строительство новой синагоги в Тюбингене началось в конце 1881 года: после того как весной 1882 года центр еврейской общины, состоявшей из жителей Тюбингена, Ванкхайма и Ройтлингена, был перенесён из Ванкхайма в сам Тюбинген, на старом месте состоялась торжественная прощальная церемония, ставшая последней в истории местной синагоги. Церемония открытия нового храма состоялась 8 и 9 декабря 1882 года: раввин Зильберштейн произнёс речь. Кроме него только два раввина и шесть хаззанов вели богослужение в синагоге.
В 1886 году в Тюбингене проживало 106 евреев; к 1910 году их стало 139. Уже в 1928 году произошло первое нападение на местную синагогу: центральное окно храма было разбито камнем. Храм был полностью отремонтирован осенью 1932 года — по случаю его пятидесятилетия. Речь от 25 декабря 1932 года прочитал старший преподаватель Йозеф Воченмарк, выступал также и раввин Авраам Швейцер. В 1933 году, к моменту прихода к власти в Германии национал-социалистов, в Тюбингене насчитывалось 90 еврейских жителей, из которых по меньшей мере 18 стали жертвами геноцида.
Во время Хрустальной ночи — в ночь с 9 на 10 ноября 1938 года — синагога в Тюбингене была сожжена и разрушена: в полночь одиннадцать человек (десять мужчин и одна женщина), включая мэра и лидера местного отделения НСДАП, разгромили синагогу и сбросили свитки Торы в реку Неккар; ранним утром здание было подожжено. Члены СА не позволили соседям позвонить в пожарную часть, которая появилась на месте возгорания поздно и не помешала зданию сгореть. Позднее еврейская община должна была оплатить вывоз руин.

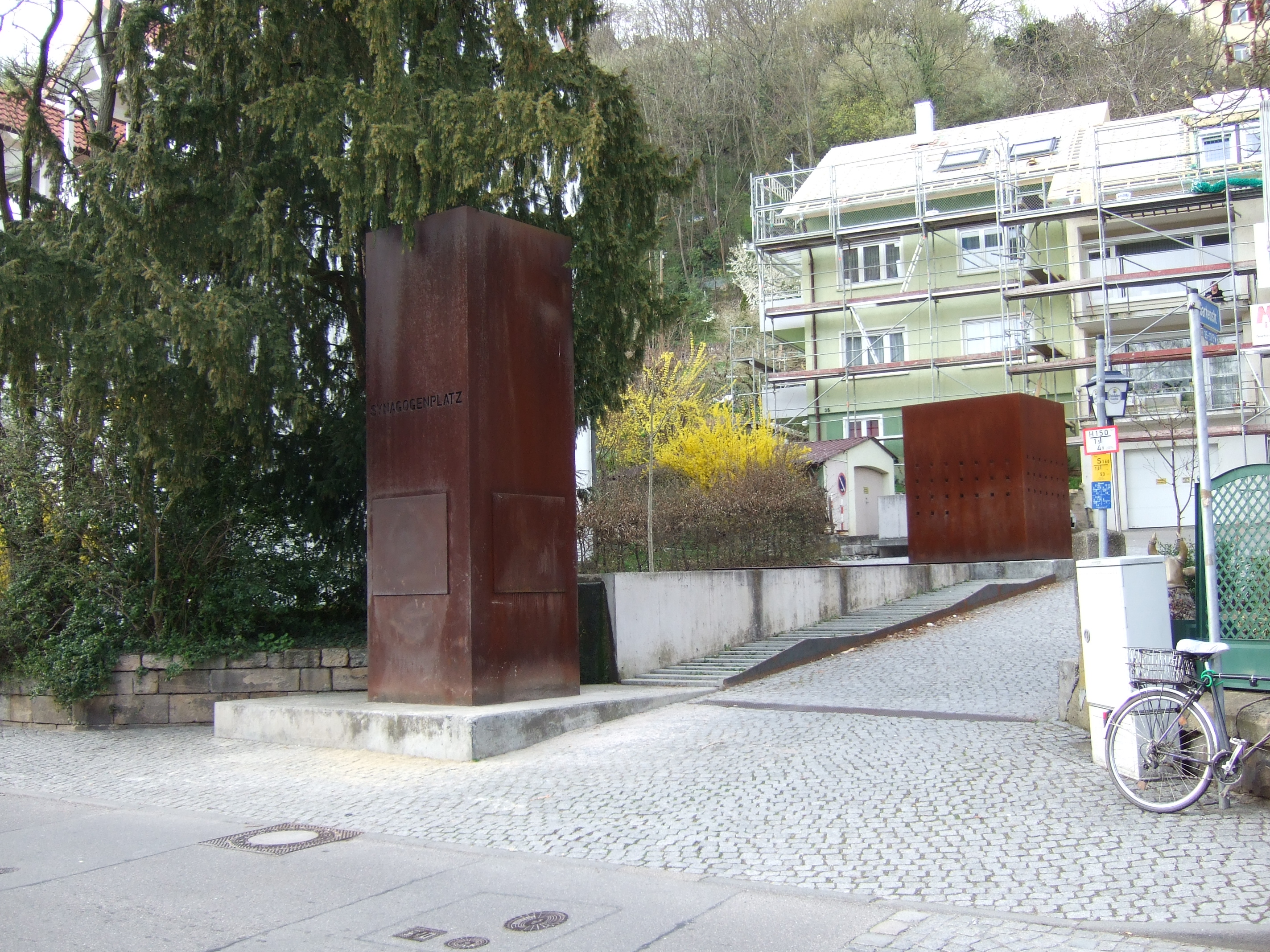
Памятник на месте разрушенной синагоги (2009)